# Grand Prix automobile du Brésil 1992
GP précédent GP suivant
Le Grand Prix automobile du Brésil 1992 (Grande Prêmio do Brasil), disputé le 5 avril 1992 sur le circuit d'Interlagos, est la 519e épreuve du championnat du monde de Formule 1 courue depuis 1950. Il s'agit de la vingtième édition du Grand Prix du Brésil comptant pour le championnat du monde de Formule 1, la dixième disputée à Interlagos, quartier de la ville de São Paulo, et la troisième manche du championnat 1992.

## Classement
| Pos. | No | Pilote               | Écurie               | Tours | Temps/Abandon                      | Grille | Points |
| ---- | -- | -------------------- | -------------------- | ----- | ---------------------------------- | ------ | ------ |
| 1    | 5  | Nigel Mansell        | Williams-Renault     | 71    | 1 h 36 min 51 s 856 (190,209 km/h) | 1      | 10     |
| 2    | 6  | Riccardo Patrese     | Williams-Renault     | 71    | + 29 s 330                         | 2      | 6      |
| 3    | 19 | Michael Schumacher   | Benetton-Ford        | 70    | + 1 tour                           | 5      | 4      |
| 4    | 27 | Jean Alesi           | Ferrari              | 70    | + 1 tour                           | 6      | 3      |
| 5    | 28 | Ivan Capelli         | Ferrari              | 70    | + 1 tour                           | 11     | 2      |
| 6    | 9  | Michele Alboreto     | Footwork-Mugen-Honda | 70    | + 1 tour                           | 14     | 1      |
| 7    | 24 | Gianni Morbidelli    | Minardi-Lamborghini  | 69    | + 2 tours                          | 23     |        |
| 8    | 21 | Jyrki Järvilehto     | BMS Dallara-Ferrari  | 69    | + 2 tours                          | 16     |        |
| 9    | 30 | Ukyo Katayama        | Venturi-Lamborghini  | 68    | + 3 tours                          | 25     |        |
| 10   | 11 | Mika Häkkinen        | Lotus-Ford           | 67    | + 4 tours                          | 24     |        |
| Abd. | 15 | Gabriele Tarquini    | Fondmetal-Ford       | 62    | Radiateur                          | 19     |        |
| Abd. | 16 | Karl Wendlinger      | March-Ilmor          | 55    | Embrayage                          | 9      |        |
| Abd. | 23 | Christian Fittipaldi | Minardi-Lamborghini  | 54    | Boîte de vitesses                  | 20     |        |
| Abd. | 3  | Olivier Grouillard   | Tyrrell-Ilmor        | 52    | Moteur                             | 17     |        |
| Abd. | 26 | Érik Comas           | Ligier-Renault       | 42    | Boîte de vitesses                  | 15     |        |
| Abd. | 12 | Johnny Herbert       | Lotus-Ford           | 36    | Collision                          | 26     |        |
| Abd. | 25 | Thierry Boutsen      | Ligier-Renault       | 36    | Collision                          | 10     |        |
| Abd. | 33 | Mauricio Gugelmin    | Jordan-Yamaha        | 36    | Boîte de vitesses                  | 21     |        |
| Abd. | 20 | Martin Brundle       | Benetton-Ford        | 30    | Collision                          | 7      |        |
| Abd. | 22 | Pierluigi Martini    | BMS Dallara-Ferrari  | 24    | Embrayage                          | 8      |        |
| Abd. | 29 | Bertrand Gachot      | Venturi-Lamborghini  | 23    | Suspension                         | 18     |        |
| Abd. | 4  | Andrea De Cesaris    | Tyrrell-Ilmor        | 21    | Allumage                           | 13     |        |
| Abd. | 1  | Ayrton Senna         | McLaren-Honda        | 17    | Panne électrique                   | 3      |        |
| Abd. | 2  | Gerhard Berger       | McLaren-Honda        | 4     | Surchauffe                         | 4      |        |
| Abd. | 10 | Aguri Suzuki         | Footwork-Mugen-Honda | 2     | Moteur                             | 22     |        |
| Abd. | 32 | Stefano Modena       | Jordan-Yamaha        | 1     | Boîte de vitesses                  | 12     |        |
| Nq.  | 14 | Andrea Chiesa        | Fondmetal-Ford       |       | Non qualifié                       |        |        |
| Nq.  | 17 | Paul Belmondo        | March-Ilmor          |       | Non qualifié                       |        |        |
| Nq.  | 7  | Eric van de Poele    | Brabham-Judd         |       | Non qualifié                       |        |        |
| Nq.  | 8  | Giovanna Amati       | Brabham-Judd         |       | Non qualifiée                      |        |        |
| Npq. | 34 | Roberto Moreno       | Andrea Moda-Judd     |       | Non préqualifié                    |        |        |
| Ex.  | 35 | Perry McCarthy       | Andrea Moda-Judd     |       | Exclu                              |        |        |

## Pole position et record du tour
- Pole position : Nigel Mansell en 1 min 15 s 703 (vitesse moyenne : 205,672 km/h).
- Meilleur tour en course : Riccardo Patrese en 1 min 19 s 490 au 34e tour (vitesse moyenne : 195,874 km/h).

## Tours en tête
- Riccardo Patrese : 31 (1-31)
- Nigel Mansell : 40 (32-71)

## Statistiques
- 24e victoire pour Nigel Mansell.
- 154e victoire pour Williams en tant que constructeur.
- 34e victoire pour Renault en tant que motoriste.
- Perry McCarthy a remplacé au dernier moment Enrico Bertaggia démissionnaire.
- Perry McCarthy a été exclu des préqualifications car sa super-licence a été refusée.
- Roberto Moreno remplace Alex Caffi partant de chez Andrea Moda.